# Костанцо, Франко
Фра́нко Коста́нцо (исп. Franco Costanzo; 5 сентября 1980, Рио-Куарто, Аргентина) — аргентинский футболист, вратарь.

## Биография

### Клубная карьера
Начал профессиональную карьеру в известном аргентинском клубе «Ривер Плейт» в 2001 году. Его считали самым талантливым вратарём в Южной Америке в своё время. В «Ривер Плейте» и сыграл 87 игр, выиграв вместе с командой чемпионаты Клаусуры в 2002, 2003 и 2004 годах. В сезоне 2005/06 выступал за испанский «Депортиво Алавес». Сразу по окончании сезона Франко Костанцо перешёл в швейцарский «Базель», клуб заплатил за него 2,5 млн евро. В 2008 году Иван Эргич передал капитанскому повязку Костанцо. Франко является чемпионом Швейцарии и двукратным обладателем национального Кубка. 17 июля 2008 года он был назван капитаном «Базеля» и подписал новый контракт до 2011 года.

### Карьера в сборной
Выступал за молодёжную сборную Аргентины до 20 лет на чемпионате мира среди молодёжных команд. Провёл один матч в составе сборной Аргентины на кубке Америки в 2003 году.

## Достижения
- Чемпион Греции (1): 2011/12
- Обладатель Кубка Греции (1): 2011/12